# Mobridge
Mobridge è un comune (city) degli Stati Uniti d'America della contea di Walworth nello Stato del Dakota del Sud. La popolazione era di 3,465 persone al censimento del 2010.

## Geografia fisica
Mobridge è situata a 45°32′23″N 100°26′05″W.
Secondo lo United States Census Bureau, ha un'area totale di 1,89 miglia quadrate (4,90 km²).

## Storia
Situato nel territorio che era stato abitato a lungo dal popolo Lakota, Mobridge è stata fondata da americani di origine europea nel 1906 dopo la costruzione della ferrovia in quella zona. La città è stata chiamata Mobridge a causa del Missouri Bridge, un ponte che era stato costruito sopra il fiume Missouri. Il ponte è stato successivamente demolito dal Corpo degli Ingegneri negli anni 60 e sostituito da un ponte più alto a causa della costruzione della diga di Oahe.
Alcuni credono che i resti di Toro Seduto sono stati spostati nel 1953 da Fort Yates, in Dakota del Nord, dove era stato ucciso e sepolto, a Mobridge, vicino al suo luogo di nascita. Il luogo di sepoltura di Mobridge è segnato da un monumento costituito dal suo busto su un piedistallo di granito; si affaccia sul fiume Missouri.

## Società

### Evoluzione demografica
Secondo il censimento del 2010, c'erano 3,465 persone.

### Etnie e minoranze straniere
Secondo il censimento del 2010, la composizione etnica della città era formata dal 75,7% di bianchi, lo 0,2% di afroamericani, il 20,5% di nativi americani, lo 0,4% di asiatici, lo 0,2% di altre razze, e il 3,1% di due o più etnie. Ispanici o latinos di qualunque razza erano lo 0,8% della popolazione.